# Lista de gentílicos
Esta é uma lista de gentílicos de países, regiões e certas localidades do mundo. Os gentílicos apresentados para Estados soberanos correspondem aos encontrados nas fontes abaixo citadas.

## A
- Afeganistão – afegão[1][2], afegane, afegã ou afegânico
- África – africano
- África Austral – sul-africano[1][2], austro-africano, austro-áfrico, sul-africanista
- África do Sul – sul-africano[1][2], austro-africano, austro-áfrico, sul-africanista
- Albânia – albanês[1][2], albano, albanense e albânio
- Alemanha – alemão[1][2], alemânico, alemanisco, alamão, germânico, germano, tudesco, tedesco, teutão, teuto, teutónico e boche (depreciativo)

- Alpes – alpino
- América – americano
  - América do Norte – norte-americano
  - América Central – centro-americano
  - América do Sul – sul-americano
  - América Latina – latino-americano
- Andorra – andorrano[1][2], andorrense, andorriano e andorrenho[3]
- Angola – angolano[1][2], angolense, angolês
  - Luanda – luandense
- Anguilla – anguilano[4]
- Antártida – antártico
- Antígua e Barbuda – antiguano[1][2]
- Arábia Saudita – saudita, árabe-saudita, saudi-arábico, saudi-árabe, árabe, arábio, arábico, arábigo
  - Meca – mecano
- Argélia – argelino, argeliano, argeliense e algeriano
- Argentina – argentino[1][2], platino
  - Buenos Aires – bonaerense [carece de fontes?] (da Província de Buenos Aires), portenho (da cidade de Buenos Aires), buenairense
  - Patagônia – patagão, patagónio
  - Córdova – cordovês
  - Mendoza – mendocino
- Armênia – armênio (português brasileiro) ou arménio (português europeu),  armênico (português brasileiro) ou arménico (português europeu) e armeniano
- Aruba – arubano, arubanense, arubenho
- Ásia – asiático
- Austrália – australiano[1][2], austrálio e australês
  - Camberra – camberrano
  - Tasmânia – tasmaniano
- Áustria – austríaco[1][2]
  - Tirol – tirolês
  - Viena – vienense
- Azerbaijão – azerbaijano[1][2] ou azerbaidjano (apenas em português brasileiro), azerbaijanês ou azerbaidjanês (apenas em português brasileiro), azerbaijanês ou azeri

## B
- Bahamas – bahamiano, bahamense, baamiano, baamês e baamense
- Bahrein – bareinita, baremita, barenita, baremês, baramês e baremense
- Bangladesh – bangladechiano[5], bangladexiano, bangladeshiano, bangladense, bangladês, bengali, bengáli, bengalês, bengalense, bengala, bengalim
- Barbados – barbadiano[1][2] e barbadense
- Bélgica – belga[1][2] e bélgico
  - Bruxelas – bruxelense, bruxelês
  - Flandres – flamengo
  - Valônia – valão
  - Brabante – brabanção
- Belize – belizenho[1][2] e belizense
- Benim – beninense e beninês
- Bermudas – bermudense[4] e bermudês
- Bielorrússia – bielorrusso, bielo-russo, belarusso[6][7], russo-branco
- Bolívia – boliviano[1][2]
  - La Paz – pacenho
- Bósnia e Herzegovina – bósnio[1][2], bosnense, bosníaco, bosniense, bosniano
  - Herzegovina – herzegovino, herzegóvino
- Botsuana – botsuanês, botsuano, botsuanense, bechuano, bexuano, bechuana, bexuana, botswanês,[carece de fontes?] botswano[carece de fontes?] e botswanense[carece de fontes?]
- Brasil – brasileiro[1][2], brasiliano[8], brasilense, brasílico, brasílio, brasilês, brasilista, brasuca

- Brunei – bruneano e bruneíno
- Bulgária – búlgaro[1][2] e bulgarês
- Burkina Faso – burquinense[1][2], burquino, burquinês, burkinense e burquinabê
- Burundi – burundiano, burúndio, burundiense e burundinês
- Butão – butanês, butâni, butani, butanense e butânico

## C
- Cabo Verde – cabo-verdiano[1][2], cabo-verdense, cabo-verde
  - Praia – praiense
  - Santiago – santiaguense
  - Santo Antão – santo-antoniense
  - São Nicolau – são-nicolauense
  - São Vicente – são-vicentino
- Caimão, Ilhas – caimanês
- Camarões – camaronês, camaronense, camerunês [carece de fontes?], camerunense [carece de fontes?], cameruniano [carece de fontes?]
- Camboja – cambojano[1][2], cambodjano (apenas em português brasileiro), cambojiano, campucheano
- Canadá  – canadense, canadiano, canadiense
- Caribe (português brasileiro) ou Caraíbas (português europeu) – caribenho
- Catar – catariano[1][2], catarense, catari
- Cáucaso – caucasiano
- Cazaquistão – cazaque[1][2], cazaquistanês, casaco, casáquio, casaquistano
- Centro-Africana, República – centro-africano[1][2], centrafricano
- Chade – chadiano[1][2], chadiense, tchadiano (apenas no português brasileiro) e tchadiense (apenas no português brasileiro)
- Checa, República ou República Tcheca (apenas em português brasileiro) – checo ou tcheco (apenas em português brasileiro)
  - Boêmia (português brasileiro) ou Boémia (português europeu) – boêmio (pt-BR), boémio (pt-PT)
  - Morávia – moraviano
  - Praga – praguense
  - Silésia – silesiano
- Chile – chileno
  - Antofagasta – antofagastino
  - Arica – ariquenho
  - Calama – calamenho, loíno
  - Chiloé, Ilha de – chilote, chiloense
  - Concepción – penquista, concepcionense
  - Mejillones – mejilhonino, mexilhonino
  - Ilha de Páscoa – pascoense
  - Pica – piquenho
  - Punta Arenas – puntarenense
  - Santiago – santiaguino
  - Tocopilla – tocopilhano
  - Valparaíso – portenho
  - Viña del Mar – vinhamarino
- China – chinês(a), china, chim, chino, chinoca (depreciativo), sínico, sino
  - Cantão – cantonês
  -  Hong Kong – honconguês
  -  Macau – macaense, macaísta, macauense, macau
  - Manchúria – manchu
  - Pequim – pequinês
  - Tibete – tibetano
  - Xangai – xangaiense
- Chipre – cipriota[1][2], cíprio, cíprico, cipríaco, ciprino, chiprense e cipreno
- Chipre do Norte – norte-cipriota, cipriota turco, norte-cíprio, cíprio turco, norte-cíprico, cíprico turco, norte-ciprino, ciprino turco, norte-chiprense, e chiprense turco
- Cocos (Keeling), Ilhas – coquense[4]
- Colômbia – colombiano[1][2], colombino, colombo
  - Antioquia – antioquenho
  - Atlántico – atlanticense
  - Bogotá – bogotano
  - Cali – calenho
  - Cartagena das Índias – cartageneiro
  - Departamento de Córdoba – cordobense
  - Departamento de Guajira – guajiro
  - Departamento de Santander – santanderiano
  - Medellín – medelhinense
  - Quindío – quindiano
  - San Andrés e Providencia – sanandresano
- Comores – comorense, comoriano[1][2]
- Congo-Brazzaville – congolês, congolense, conguês, conguense, congo
- Congo-Kinshasa – congolês, congolense, conguês, conguense, congo
- Cook, Ilhas – cookense
- Coreia do Norte – norte-coreano
- Coreia do Sul – sul-coreano
- Costa do Marfim – costa-marfinense[2], marfinense[1], ebúrneo[1], marfiniano e costa-marfiniano
- Costa Rica – costa-riquenho, costa-riquense, costarriquenho, costarriquense, costa-ricense, costarricense
- Croácia – croata[1][2], croácio ou croaciano
  - Dalmácia – dálmata
  - Zagreb – zagrebino
- Cuba – cubano[1][2]
  - Província de Guantánamo – guantanameiro
  - Havana – havanês, havaneiro
  - Juventude, Ilha da – pinheiro
  - Santiago de Cuba – santiagueiro
- Curaçau – curaçauense[4]
- Curdistão – curdo

## D
- Dinamarca – dinamarquês[1][2], danês, dânio ou dano
  - Zelândia – zelandês
  - Copenhaga (português europeu) ou Copenhague (português brasileiro) - copenhaguense
- Djibouti – djibutiense, jibutiense, djibutiano, jibutiano
- Dominica – dominiquês e dominiquense
- Dominicana, República – dominicano[1][2], domínico

## E
- Egito – egípcio[1][2], egipciano, egipcíaco, egiptano, egiptanense, egipcião, egíptico, egiptino

- El Salvador – salvadorenho[1][2], salvatoriano
- Emirados Árabes Unidos – árabe[1], emiradense[2], emirático[9]
- Equador – equatoriano[1][2]
  - Quito – quitenho
  - Zamora-Chinchipe – zamorano-chinchipense
- Eritreia – eritreu[1][2]
- Escandinávia – escandinavo
- Eslováquia – eslovaco[1][2] ou eslováquio
- Eslovênia (português brasileiro) ou Eslovénia (português europeu) – esloveno ou eslovénico (português europeu) ou eslovênico (português brasileiro)
- Espanha – espanhol, hispânico, hispaniense ou hispano

- Essuatíni – essuatiniano
- Estados Unidos – norte-americano, americano, estadunidense, estado-unidense, ianque, yankee, americano do norte
  - Alasca – alasquiano ou alasquense
  - Boston – bostoniano
  - Califórnia – californiano
  - Chicago – chicaguense
  - Flórida – floridense
  - Geórgia – georgiano
  - Havaí – havaiano, hauaiano
  - Hollywood – hollywoodiano
  - Los Angeles – angelino
  - Michigan – michigânder
  - Nova Iorque – nova-iorquino
  - Nova Orleans – orleniano
  - Seattle – seattleíta
  - Texas – texano
  - Washington, DC – washingtoniano
  - Washington, Estado de – washingtoniano
- Estônia (português brasileiro) ou Estónia (português europeu) – estoniano[1], estónio (português europeu) ou estônio (português brasileiro), estónico (português europeu) ou estônico (português brasileiro)
- Etiópia – etíope[1][2], etiopiano, etiópico, etiópio, etiopês
  - Abissínia – abissínio ou abexim
  - Axum – axumita
- Europa – europeu

## F
- Féroe / Faroé, Ilhas – feroês[1], feroico[1], faroense[4]
- Fiji – fijiano[1][2], fidjiano
- Filipinas – filipino[1][2], tagalo, tagal, tagalar
- Finlândia – finlandês[1][2], fino, finês, finense ou fínico
  -  Alanda – alandês[10]
- França – francês[1][2], franciú, franco, gaulês, gálio, gaulo, galo, galicano, gálico
  - Alsácia – alsaciano
  - Borgonha – borgonhês
  - Bretanha – bretão
  - Córsega – corso
  - Gasconha – gascão
  - Lyon – lionês, lionense
  - Marselha – marselhês
  - Narbona – narbonês, narbonense
  - Normandia – normando
  - Paris – parisiense
  - Picardia – picardiano
  - Provença – provençal

## G
- Gabão – gabonense, gabonês
- Gália – gaulês
- Gâmbia – gambiano, gambiense
- Gana – ganense, ganês
  - Acra – acrense
- Geórgia – georgiano, geórgico, gruzínio, gruzínico, grúzico ou grúzio
- Gibraltar – gibraltino ou gibraltarino
- Granada – granadino[1][2]
- Grécia – grego[1][2], greciano, grecânico, heleno, helénico (português europeu) ou helênico (português brasileiro), helene, gregório, aqueu, romaico
  - Argos – argivo
  - Atenas – ateniense
  - Creta – cretense
  - Corinto – coríntio
  - Esparta – espartano, lacedemônio
  - Micenas – micênico
  - Olímpia – olímpico
  - Tebas – tebano
  - Tessalônica – tessalônico, salônico
- Groenlândia (português brasileiro) ou Gronelândia (português europeu) – groenlandês (português brasileiro) ou gronelandês (português europeu)
- Guadalupe – guadalupino e guadalupense
- Guam – guamês
- Guatemala – guatemalteco[1][2], guatemalense e guatemaltense
- Guérnesei – guernesiano[4]
- Guiana – guianense, guianês, guiano
- Guiana Francesa – guianense, guianês, guiano
  - Caiena – caienense
- Guiné – guineano, guineense, guinéu
- Guiné-Bissau – guineense, guinéu, guinéu-bissauense, guinéu-bissanense
  - Bissau – bissanense, bissauense
- Guiné Equatorial – guinéu-equatoriano, equato-guineense, guineense, guinéu

## H
- Haiti – haitiano[1][2]
- [[Ficheiro:|22x20px|border |alt=Honduras|link=Honduras]] Honduras – hondurenho[1][2]
  - Tegucigalpa – tegucigalpenho
- Hong Kong - hong-konguês, honconguês[5]
- Hungria – húngaro[1][2], magiar, madgiar, hungarês,[11] e hungárico
  - Budapeste – budapestense, budapestino

## I
- Iémen – iemenita[1][2], ieménico (português europeu) ou iemênico (português brasileiro), iemenense, iemenês
  - Socotorá – socotorino
- Índia – indiano[1][2], índio, índico, indiático, hindu, hindustâni, hindustani
  - Damão – damanense
  - Diu – diuense, diense, dioense
  - Goa – goês, goense, goano
- Indochina – indochinês
- Indonésia – indonésio
  - Java – javanês, jau
  - Bali – balinês
- Irã (português brasileiro) ou Irão (português europeu) – iraniano, irânico, irânio
  - Pérsia – persa, pérsio, pérsico, persiano, pérseo, párseo, pársio
- Iraque – iraquiano, iraquenho, iraquense
  - Bagdá – bagdali
- Irlanda – irlandês, hibérnico, hibérnio, hiérnio, erino, eirense
  - Dublim – dublinense
- Islândia – islandês, islandense e islândico
- Israel – israelense (mais comum em português brasileiro), israelita (mais comum em português europeu), israeliano, israelítico
  - Jerusalém – hierosolimita, hierosolimitano
  - Nazaré – nazareno
- Itália – italiano, ítalo, itálico ou italiota

- Iugoslávia – Iugoslavo

## J
- Jamaica – jamaicano[1][2], jamaicense
- Japão – japonês, japonense, japão, japônico (português brasileiro) ou japónico (português europeu), nipônico (português brasileiro) ou nipónico (português europeu), niponense, nipão, japona (depreciativo), nipo
  - Tóquio – naturais de Tóquio,[12] edokko (江戸っ子）
- Jérsia – jersiano[4]
- Jordânia – jordano, jordânico, jordaniano[1]
- Jerusalém:  hierosolomita, hierosolimitano, jerosolimita, jerosomilitano ou jerusalemita.

## K
- Kosovo – cossovar[1], kossovar, kosovar,[13] cosovano, cossovano
- Kuwait – kuwaitiano, koweitiano, coveitiano, cuwaitiano, kowaitiano, kuweitiano, cuvaiti, kuwaiti, cuaitiano, cuvaitiano, quaitiano, couaitiano, kwaitiano

## L
- Laos – laociano[2], laosiano[1][14], laosense,[14] lausiano, lao[1], lau
- Lapônia (português brasileiro) ou Lapónia (português europeu) – lapão
- Lesoto – lesotiano[1][2], lesotense[1], lesoto
- Letônia (português brasileiro) ou Letónia (português europeu) – letão[1][2], letónio (português europeu) ou letônio (português brasileiro), letónico (português europeu) ou letônico (português brasileiro), lético
- Líbano – libanês
  - Biblos – giblita
  - Sídon – sidônio
  - Tiro – tírio
- Libéria – liberiano, libério
- Líbia – líbio, líbico
  - Trípoli – tripolitano
- Liechtenstein – liechtensteinense, liechtensteiniense, listenstainiano, liechtensteiniano, listenstainense, listenstainiense, liechtensteinês, listenstainês, listenstaino
- Lituânia – lituano, lituânio ou lituânico
- Luxemburgo – luxemburguês[1][2]

## M
- Macedônia do Norte (português brasileiro) ou Macedónia do Norte (português europeu) – macedônio (português brasileiro) ou macedónio (português europeu), macedônico (português brasileiro) ou macedónico (português europeu), macedoniano ou mácedo
- Madagáscar – malgaxe[1][2], madagascarense, malgaxo
- Malásia – malaio[1][2], malásio, malasiano, malaico
- Malaui – malauiano[1][2], malaviano, malawiano, malauiense, malaui, malawiense, malauista, malauita, malavita
- Maldivas – maldívio, maldivano, maldivense, maldiviano, maldivo[1][2]
- Mali – maliano, malinês, malês
- Malta – maltês
- Malvinas (Falkland), Ilhas – malvinense, malvinês, malvino, falklandês[4]
- Man, Ilha de – manês[4], manquês ou manx
- Marianas do Norte – norte-marianense
- Marrocos – marroquino
- Marshall, Ilhas – marshallino, marshallês, marechalês, marechaliniano
- Martinica – martinicano
- Maurício (português brasileiro) ou Maurícia (português europeu) – mauriciano
- Mauritânia – mauritano, mauritânico e mauritaniano
- Mayotte – maiotense
- Mediterrâneo – mediterrânico, mediterrâneo
- Melanésia – melanésio
- Mesopotâmia – mesopotâmico
- México – mexicano[1][2]
  - Aguascalientes – hidrocálido
  - Guadalajara – tapatio
  - México (estado) – Mexiquense
  - Cidade do México – capitalino
  - Monterrey – regiomontano, régio
  - Puebla – poblano
  - Veracruz – veracruzano
- Mianmar – birmanês, birmã, birmane, birmanense, birmaniano, birmano, bramá, mianmarense[1], bermá, bermã, bermano
- Estados Federados da Micronésia – micronésio[1][2]
- Micronésia – micronésio
- Monserrate – monserratense[4]
- Moçambique – moçambicano[1][2], moçambique, moçambiquense, moçambiquenho
  - Maputo – maputense
- Moldávia – moldavo, moldávio e moldávico
- Mônaco (português brasileiro) ou Mónaco (português europeu) – monegasco[1][2], monagasco
- Mongólia – mongol[1][2], mongólico, mongolino, mongolita, mogol, mogor, mogore
- Montenegro – montenegrino[1][2]

## N
- Namíbia – namibiano[1], namíbio[2]
- Ilha do Natal (português europeu) ou Ilha Christmas (português brasileiro) – natalense[4]
- Nauru – nauruano[1][2], nauruense
- Nepal – nepalês[1][2], nepali
- Nicarágua – nicaraguense[1][2], nicaraguano
  - Manágua – managuenho, managuense
- Níger – nigerense, nigerino[1][2]
- Nigéria – nigeriano[1][2], nigerino
- Nínive – ninivita
- Niue – niueano[2], niuiano[1]
- Norfolk – norfolquino, norfolkino
- Noruega – norueguês, norueguense, noruego
  - Esvalbarda – esvalbardense, svalbardense[2]
- Nova Caledônia (português brasileiro) ou Nova Caledónia (português europeu) – neocaledônio (português brasileiro) ou neocaledónio (português europeu)
- Nova Zelândia – neozelandês[1][2], neozelandense, neozelandiense
  - Wellington – wellingtoniano
- Núbia – núbio
  - Querma – quermano
  - Meroé – meroíta, meroítico
  - Napata – napatense

## O
- Oceânia – oceânico
- Omã – omani[1], omanense[2], omaniano
- Ossétia do Sul – osseta

## P
- Países Baixos – neerlandês, nederlandês, holandês[15], batávico, batávio ou batavo
  - Amesterdão (português europeu) ou Amsterdã (português brasileiro) – amesterdamês, amsterdamês, amesterdanês
  - Holanda (região) – holandês
  - Frísia – frísio, frisão
  - Zelândia – zelandês
  - Antilhas Holandesas – antilhano
- Palau – palauano[1][2], palauense
- Palestina – palestino, palestiniano, palestinense
  - Belém – belemita, belenense
  - Gaza – gazita ou gazeu
- Panamá – panamenho[1][2], panamista, panamense, panamiano, panamaense
- Papua Nova Guiné – papuásio, papua[1][2]
- Paquistão – paquistanês, paquistanense, paquistânico, paquistani
- Paraguai – paraguaio[1][2], paraguaiano
  - Assunção – assuncionenho
- Peru – peruano[1][2], peruviano, perúvio
  - Abancay – abancaino
  - Lima – limenho
  - Cusco – cusquenho
- Pitcairn – pitcairnês[4]
- Polinésia – polinésio, polinésico
- Polinésia Francesa – polinésio, polinésico
  - Taiti – taitiano
- Polônia (português brasileiro) ou Polónia (português europeu) – polonês (mais comum em português brasileiro), polaco (mais comum em português europeu), polónio (português europeu) ou polônio (português brasileiro), polónico (português europeu) ou polônico (português brasileiro), polono
  - Varsóvia – varsoviano
- Porto Rico – porto-riquenho, porto-riquense
- Portugal – português, portucalense, portugalense, portugalês, lusitano, luso, lusitânico, lusitaniano, lusíada, portuga, tuga

- Prússia – prussiano

## Q
- Quênia (português brasileiro) ou Quénia (português europeu) – queniano[1][2]
- Quirguistão – quirguiz[1][2], quirguize, quirguistanês, quirguizistanês
- Quiribáti – quiribatiano[1][2], kiribatiano, kiribatino

## R
- Reino Unido – britânico, bretão, britano ou bife (depreciativo)
  - Cornualha – cornualês, córnico
  - Grã-Bretanha – grã-bretão, britânico
  -  Escócia – escocês
  -  Inglaterra – inglês, anglo, anglicano, ânglico
  - Irlanda do Norte – irlândes, norte-irlandês
  - Liverpool – liverpuldiano
  - Londres – londrino
  - Manchester – mancuniano
  -  País de Gales – galês, galense, grã-bretão, britânico
- Reunião – reunionense[4]
- Romênia (português brasileiro) ou Roménia (português europeu) – romeno, roménico (português europeu) ou romênico (português brasileiro), romenho
  - Bucareste – bucarestino, bucarestense
  - Transilvânia – transilvano
- Ruanda – ruandês[1][2], ruandense
- Rússia – russo[1][2], russiano
  - Adiguésia – adigueu
  - Calmúquia – calmuco
  - Carélia – carélio
  - Chechênia – checheno, tchetcheno
  - Crimeia – Crimeu, Crimeano
  - Daguestão – daguestanês
  - Komi – comi
  - Mari El – mari
  - Mordóvia – mordovo, mordóvio
  - Moscou (português brasileiro) ou Moscovo (português europeu) – moscovita
  - Ossétia do Norte-Alânia – norte-osseta, osseta
  - Sibéria – siberiano
  - Tartaristão – tártaro

## S
- Salomão, Ilhas – salomônico (português brasileiro) ou salomónico (português europeu), salomonense
- Samoa – samoano[1][2], samoense
- Samoa Americana – samoano[1][2], samoense
- San Marino – são-marinhense, são-marinense, samarinês[1][14], san-marinense
- Santa Helena, Ascensão e Tristão da Cunha – santa-helenense[4]
  -  Santa Helena – santa-helenense
  -  Tristão da Cunha – tristanita
- Santa Lúcia – santa-luciense[4], santa-lucense
- São Bartolomeu – são-bartolomeense[4]
- São Cristóvão e Névis – são-cristovense[16]
- São Martinho Francês – são-martinhense[4]
- São Martinho Neerlandês – são-martinhense[4]
- São Pedro e Miquelon – são-pedrense[4]
- São Tomé e Príncipe – são-tomense, santomense, sã-tomense, forro
- São Vicente e Granadinas – são-vicentino[4]
- Saara Ocidental/República Árabe Saarauí Democrática – sarauí, sarauita, sariano, saariano, saarense, saárico, sarense, sárico, saraui[17], saarauí [carece de fontes?], saaraui [carece de fontes?]
- Seicheles – seichelense[1][2], seychellense
- Senegal – senegalês[1][2], senegalense, senegalesco, senegálico, senegaliano
  - Dacar – dacarense
- Serra Leoa – serra-leonês, serra-leonense, serra-leonino
- Sérvia – sérvio[1]
  - Belgrado – belgradino
- Singapura – singapuriano, singapurense[1], singapurano[1]
- Síria – sírio, siríaco, siro, siriano
  - Damasco – damasceno, damasquino
- Somália – somali[1], somáli, somaliano[1], somaliense
  - Somalilândia – somalilandês, somalilandense
- Sri Lanka – srilankês, srilankesa, cingalês, cingalá, chingalá, ceilonense, singalês, singala, singalense, singalibense
  - Colombo – colombense
- Suazilândia – suazi, suázi[1], suazilandês, suazilandense e suazilandiense
- Sudão – sudanês[1][2]
- Sudão do Sul – sul-sudanês
- Suécia – sueco[1][2] ou suécio
  - Estocolmo – holmiense[1]
- Suíça – suíço[1][2], helvécio, helvético, helveto, esguíçaro, esguízaro
  - Berna – bernense, bernês
  - Basileia – basileiense
  - Genebra – genebrino, genebrense, genebrês
  - Zurique – zuriquenho, zuriquense
  - Argóvia – argoviano
- Suméria – sumério
- Suriname – surinamês[1][2], surinamense

## T
- Tadjiquistão (apenas em português brasileiro) ou Tajiquistão (em ambas as versões do português) – tajique[1][2], tadjique, tadjiquistanês, tajiquistanês
- Tailândia – tailandês[1], siamês, siamense, siame
- Taiwan (República da China) – taiwanês[1], taiuanês, formosino[1][14], formosano, chinês, chinês-republicano
- Tanzânia – tanzaniano[1]
  -  Zanzibar – zanzibarita[1], zanzibar
- Tchecoslováquia (apenas em português brasileiro) ou Checoslováquia (em todas as versões do português) – tchecoslovaco, checoslovaco
- Timor-Leste – timorense[1], timor, timorino, maubere
- Togo – togolês[1], toguês
- Tonga – tonganês[1][2]
- Toquelau – toquelauano[4]
- Trácia – trácio
- Transdniéstria – transdniestriano, transdnístrio, transdnistriano, transnístrio, transnistriano
- Trinidad e Tobago (português brasileiro) ou Trindade e Tobago (português europeu) – trinitário[1][2], trinitário-tobagense
- Tunísia – tunisiano (português brasileiro), tunisino (português europeu), tunetano, tunesino
  - Cartago – cartaginês, cartaginense, púnico
  - Túnis (português brasileiro) ou Tunes (português europeu) – tunisino, tunesino, tunetano
- Turcas e Caicos, Ilhas – turquês[4], turco-caicense
- Turcomenistão – turcomeno, turquemenistanês, turquemeno
- Turquia – turco, túrcico, turquesco, otomano, otomão, osmanli, osmandi, osmânico
  - Ancara – angorá, ancarense[1]
  - Bizâncio – bizantino
  - Mileto – milésio
  - Troia – troiano, teucro
- Tuvalu – tuvaluano[1][2], tuvalês

## U
- Ucrânia – ucraniano[1][2] e ucrânio
- Uganda – ugandense, ugandês
- União Soviética – soviético
- Uruguai – uruguaio[1][2], uruguaiano, oriental

- Uzbequistão – usbeque[1][2], uzbeque[5], uzbequistanês, usbequistanês

## V
- Vanuatu – vanuatuense[5], vanuatense[1]
- Vaticano – vaticano[1]
- Venezuela – venezuelano, venezuelo, venezolano
  - Caracas – caraquenho
- Vietnã (português brasileiro) ou Vietname (português europeu) – vietnamita[1], vietnamês, vietnamense, vietnamiano, anamês, anamita
- Ilhas Virgens Americanas – virginense[4]
- Ilhas Virgens Britânicas – virginense[4]

## W
- Wallis e Futuna – wallisense

## Z
- Zaire – zairense[1]
- Zâmbia – zambiano[1], zambiense, zâmbio
- Zimbábue – zimbabuano[1][2], zimbabuense[1], zimbabweano, zimbabwiano